# Binnitse
Binnitse er en gammel hovedgård, som nævnes første gang i 1446. Gården ligger i Hillested Sogn, Fuglse Herred, Maribo Amt, Maribo Kommune, Lolland Kommune og hovedbygningen er opført i 1880.
Binnitse Gods er på 325,5 hektar med Føllerupgård

## Ejere af Binnitse
- (1446-1462) Henning Hansen
- (1462-1481) Peder Hansen
- (1481-1492) Niels Baad
- (1492-1501) Jens Baad
- (1501-1519) Karl Baad
- (1519-1530) Hans Baad
- (1530-1561) Jens Baad
- (1561-1689) Maribo Kloster
- (1689) Christian V
- (1689-1696) Georg Ernst von Reichau
- (1696-1697) Eggert Christopher von Knuth
- (1697-1714) Søster Corneliusdatter Lerche gift von Knuth
- (1714-1736) Adam Christopher lensgreve Knuth
- (1736-1747) Ida Margrehte Reventlow gift Knuth
- (1747-1776) Eggert Christopher lensgreve Knuth
- (1776-1818) Frederik lensgreve Knuth
- (1818-1856) Frederik Marcus lensgreve Knuth
- (1856-1873) Eggert Christopher lensgreve Knuth
- (1873-1878) Jørgen Beck Meincke
- (1878-1907) Anton von der Aage Berthelsen
- (1907-1933) Axel Nielsen
- (1933-1938) Enke Fru Nielsen
- (1938-1949) Holger Tidemand Nielsen (søn)
- (1949-1955) Jørn Erik Tidemand Nielsen (søn)
- (1955-1965) Jette Tidemand Nielsen gift Kiær (søster)
- (1965-1971) Eogn Højgård Jensen
- (1971-2006) Ole Christian Wibholm
- (2006-) Jens Erik Wibholm (søn)